# Bent Christensen Arensøe
Bent Christensen Arensøe (vel. Bent René Christensen), przydomek Turbo (ur. 4 stycznia 1967 w Kopenhadze) – duński piłkarz występujący na pozycji napastnika, legenda Brøndby IF, obecnie selekcjoner reprezentacji Danii U-19.
Karierę zaczynał w Brønshøj, później grał w Servette FC, Vejle, Brøndby, FC Schalke 04, Olympiakosie, Composteli, Gençlerbirliği, ponownie w Brøndby i Brønshøj, w którym zakończył karierę w roku 2000. W reprezentacji kraju zaliczył 26 meczów i strzelił 8 bramek. Znalazł się w kadrze na EURO 92' i jest złotym medalistą tej imprezy.
W latach 2003–2005 samodzielnie prowadził amatorski zespół Værløse BK. Opuścił go na rzecz klubu, w którym spędził lwią część swojej przygody z futbolem – Brøndby. Tam najpierw był trenerem zespołu juniorów, a następnie asystentem trenera Aurelijusa Skarbaliusa. Gdy posadę trenera BIF objął Thomas Frank, Christensen Arensøe mianowany został przez rodzimą federację selekcjonerem młodzieżowej kadry Danii (U-19).